# Александер, Джеффри
Дже́ффри Чарльз Алекса́ндер (англ. Jeffrey С. Alexander; род. 30 мая 1947) — американский социолог. Профессор социологии (Lillian Chavenson Saden Professor of Sociology; 2004-) Йельского университета, профессор-эмерит (с 2001) Калифорнийского университета в Лос-Анджелесе.
Представитель неофункционализма (термин «неофункционализм» был введён в научный оборот им самим в 1985 году). Александер, учтя критику функционализма 60-70-х годов, дополнил концепцию Парсонса достижениями других социологических школ (социология конфликта, феноменология). К неофункционалистам так же причисляют Никласа Лумана и Рихарда Мюнха.
Сторонник направления «культурсоциологии»/«культуральной социологии» в социологии культуры. Вместе с Роном Айерманом возглавляет Центр культурсоциологии Йельского университета.
Вместе с Петером Штомпкой был инициатором создания в 1986 году Исследовательского комитета по теоретической социологии (Research Committee on Sociological Theory, RC-16; 1987—1994) Международной социологической ассоциации.
На XVI конгрессе Международной социологической ассоциации в Дурбане (ЮАР) в 2006 году руководил сессией «Глобальное гражданское общество».

## Биография
Родился в еврейской семье среднего достатка из предпринимательской среды. Его бабушка по матери, Кейт, родилась в Одессе в 1889 г., а её муж был родом из Польши. Семья отца приехала из Польши в Сан-Франциско в 1848 году — из-за золотой лихорадки. Его отец был рекламистом.
Сам Джеффри вырос в Милуоки. В 1962 году, когда Джеффри было 15 лет, семья переехала в Лос-Анджелес. Хотя семья была достаточно богатой, Джеффри учился в обычной средней школе, каждый день после уроков разносил газеты, а по выходным и всё лето работал уборщиком со столов в ресторанах, собирал шарики на поле для гольфа, упаковывал продукты в бакалейной лавке. Несмотря на принадлежность семьи к среднему классу, его отец считал, что «мальчик должен работать» и должен узнать «нормальную жизнь».
Джеффри нравилось учиться, нравилось заниматься спортом. После окончания школы он оказался одним из трёх счастливчиков из 700—800 школьников выпуска 1965 года, кого приняли в Гарвардский университет. Семья не могла полностью оплачивать обучение и поэтому Александеру пришлось взять кредит в банке, который покрывал лишь тысячу долларов оплаты за год, вторую тысячу он получал в качестве стипендии, и ещё одну тысячу платил отец. Джеффри нравилось изучать социологию, особенно его привлекали идеи Майкла Уолцера. Позже он познакомился с Дэвидом Рисменом, Стэнли Хоффманом и другими. После нескольких лет учёбы в Гарвардском университете Джеффри присоединился к леворадикальному студенческому движению «Студенты за демократическое общество» (SDS). Наибольшее влияние на формирование его как учёного оказали книги Алексиса де Токвиля, Макса Вебера, Карла Маркса, тексты которых читали на занятиях. Джеффри слушал курс политической теории у Карла Фридриха, курс Толкотта Парсонса по эволюционной теории. Ему нравилось читать интеллектуальную утопическую социальную теорию Герберта Маркузе («Одномерный человек» и т. д.) Он посещал курсы по написанию художественных произведений, а также писал статьи в ежедневной студенческой газете «Гарвард Кримсон».
Когда Джеффри поступал в Гарвардский университет, то думал, что станет адвокатом или врачом и будет активно принимать участие в политике, но примкнув к радикалам, открыл для себя мир социальной теории. Его настоящими героями были «The Beatles» и «The Rolling Stones». Он писал музыкальные обзоры для «Los Angeles Times», брал интервью таких известных рок-музыкантов как Джим Моррисон из «The Doors», Нил Янг, Бинг Кросби, Смоки Робинсон, став первым обозревателем рок-н-ролла в одной из крупнейших американских газет.
Собираясь стать интеллектуальным журналистом, после получения в Гарвардском университете степени бакалавра в 1969 году Джеффри переходит в Калифорнийский университет в Беркли, который был тогда самым «левым» университетом. В первый год там он весьма активно участвовал в университетском движении левых, но постепенно отошёл от революционной политики, стал читать Вебера и Эмиля Дюркгейма, углубился в социологические теории, начав писать четырёхтомный труд «Теоретическая логика в социологии», впоследствии опубликованный в 1982—1983 гг. Он работал вместе с Фредом Блоком, Нейлом Смелзером, Лео Лёвенталем и Робертом Беллой. В 1978 году в Калифорнийском университете в Берки Джеффри защищает диссертацию и получает доктора философии Продолжает там работать до 2001 года, после чего переходит на работу профессором социологии в Йельский университет, где по нынешний день возглавляет основанный им совместно с Роном Айерманом Центр культурной социологии (англ. Center for Cultural Sociology).
Интеллектуальную жизнь Александер можно разделить на два больших периода. В течение двух десятилетий, с начала 1970-х гг. до начала 1990-х гг. он развивал неофункционализм, но к середине 1980-х гг. начал чувствовать себя «неудобно» с Парсонсом и неофункционализмом, частично потому, что выработал гораздо более сознательное отношение к сталинизму, антисемитизму и Холокосту. Находясь под влиянием Клиффорда Гирца и своего учителя Роберта Беллы, он начал изучать такие культурно-ориентированные традиции, как семиотика, структурализм, постструктурализм, герменевтика, нарративная теория, культурная антропология. С середины 1980-х гг. до середины 1990-х гг. Джеффри Александер с одной стороны, продолжает развивать функционализм, а с другой — писать работы совершенно иного плана. В 1993 г. он проводит год в Европе с группой Алена Турена в Высшей школе социальных наук. В начале 1990-х гг. Джеффри окончательно покидает неофункционалистский проект, берётся за культурную социологию и начинает формулирование теории гражданской сферы.

## Редакторская деятельность
Принимает участие в редактировании следующих журналов:
- Associate Editor, Contemporary Sociology, 1983—1986.
- Associate Editor, American Journal of Sociology, 1979—1981.
- European Journal of Social Theory, 1998-
- «Социология: теория, методы, маркетинг»  (недоступная ссылка с 05-09-2013 [4332 дня] — история, копия) (Институт социологии НАН Украины) 1998-
- Sociologia E Politiche Sociali, 1997-
- Thesis Eleven, 1997-
- Citizenship Studies, 1996-
- Chinese Social Science Quarterly, 1993-
- Sociological Perspectives, 1992-
- Ecumene, 1992-
- Teoria Sociologia, 1992-
- Revue suisse de sociologie, 1992-
- Rose Monograph Series, 1983.
- Theory and Society, 1978—1985.

## Научные труды

### На английском языке
- Alexander Jeffrey C. Theoretical Logic in Sociology. 4 vols. Berkeley and Los Angeles: University of California Press, 1980—1982.
- Alexander Jeffrey C. (Ed.) Neo-Functionalism. Newbury Park: Sage Publications, 1985.
- Alexander Jeffrey C. Twenty lectures: Sociological Theory since World War II. N. Y.: Columbia University Press, 1987.
- Alexander J. el al. (eds.). The micro-macro link. Berkeley: University of California Press, 1987.
- Alexander J. The centrality of the classics. // Social theory today / Ed. by A. Giddens and J. Turner. Cambridge: Polity Press, 1987.
- Alexander J. Action and its improvements. N.Y.: Columbia University Press, 1988.
- Alexander J. On the Autonomy of culture. Introduction // Culture and Society: Contemporary Debates/ Ed. by J. Alexander and S. Siedman. Cam-brige: Cambridge University Press, 1990. 375 p.
- Alexander J., Colony P. (eds.). Differentiation theory and social change. N. Y: Columbia University Press, 1990.
- Alexander J. Fin-de-Siecle Social Theory: Relativism, Reduction, and the Problem of Reason. N.Y.: Verso Books, 1995.
- Alexander J. C. and Steven Seidman (eds) (2001), The New Social Theory Reader Contemporary debates, Routledge.
- Neil J. Smelser and Jeffrey C. Alexander (eds) (1999), Diversity and Its Discontents, Princeton.
- Jeffrey C. Alexander (1998), Real Civil Societies: Dilemmas of Institutionalization, SAGE publications.
- Jeffrey C. Alexander (ed) (1998), Neofunctionalism and After, Basil Blackwell.
- Alexander, Jeffrey C. (2003). The Meanings of Social Life: A Cultural Sociology. New York: Oxford University Press.
- Alexander, Jeffrey C.; Eyerman, Ron; Giesen, Bernhard; Smelser, Neil J.; and Sztompka, Piotr (2004). Cultural Trauma and Collective Identity. Berkeley, CA: University of California Press.
- Alexander, Jeffrey C. and Smith, Philip (eds.) (2005). The Cambridge Companion to Durkheim. Cambridge: Cambridge University Press.
- Alexander, Jeffrey C. The Civil Sphere. New York: Oxford University Press, 2006.
- Alexander, Jeffrey C.; Giesen, Bernhard; and Mast, Jason (eds.) (forthcoming). Social Performance: Symbolic Action, Cultural Pragmatics and Ritual. Cambridge: Cambridge University Press.

### Переводы на русский язык

#### Монографии
- Александер Дж. Смыслы социальной жизни: культурсоциология. — М.: Издательство «Праксис», 2013. — 630 c.

#### Статьи
- Александер Дж., Коломи П. Неофункционализм сегодня: восстанавливая теоретическую традицию // Социологические исследования. — 1992. — № 10. — С. 112—120.
- Александер Дж.  После неофункционализма: Деятельность, культура и гражданское общество / Пер. с англ. Т. В. Дорофеевой // Социология на пороге XXI века. — М.: Интеллект, 1998. — C. 231—249.
- Александер Дж. Обещание культурной социологии: технологический дискурс и сакральная и профанная информационные машины // Контексты современности-II: Актуальные проблемы общества и культуры в западной социальной теории: Хрестоматия / Сост. и общ. ред. С. А. Ерофеева; 2-е изд., доп. и перераб. — Казань: Изд-во Каз. ун-та, 2001. — 184 с.
- Александер Дж. Прочные утопии и гражданский ремонт Архивная копия от 29 февраля 2008 на Wayback Machine (PDF) / Пер. с англ. Н. В. Романовского // Социологические исследования. — 2002. — № 10. — С. 3—11.
- Александер Дж. Аналитические дебаты: Понимание относительной автономии культуры / Пер. с англ. М. Шуровой под ред. Д. Ю. Куракина // Социологическое обозрение. — 2007, том 6. — № 1. — С. 17—37.
- Александер Дж. Культурная травма и коллективная идентичность // Социологический журнал. 2012. № 3, С. 5-40.
- Александер Дж. «Уотергейт» как демократический ритуал // Социологическое обозрение. — 2012, том 11 — № 3 — С. 77-104.
- Александер Дж. Мораль как культурная система: О солидарности гражданской и негражданской // Социальная солидарность и альтруизм: Социологическая традиция и современные междисциплинарные исследования: Сб. науч. тр. / РАН. ИНИОН. Центр социал. науч.-информ. исслед. Отд. социологии и социал. психологии; Отв. ред. Д. В. Ефременко. — М., 2014. — С. 101—108.
- Александер Дж. Демократическая борьба за власть: президентская кампания в США 2008 года // Вестник МГИМО Университета : журнал. — 2008. — № 3. — С. 74-81. — ISSN 2071-8160.
- Александер Дж. Демократическая борьба за власть: президентская кампания в США 2008 года (Продолжение. Начало в № 3 2008 г.) // Вестник МГИМО Университета : журнал. — 2009. — № 1. — С. 61-73. — ISSN 2071-8160.